# یوزف کوستتسکی
یوزف کوستتسکی (لهستانی: Józef Kostecki؛ ‏ ۲۶ فوریهٔ ۱۹۲۲ – ۱۸ اوت ۱۹۸۰) بازیگر اهل لهستان بود.
از فیلم‌ها یا برنامه‌های تلویزیونی که وی در آن نقش داشته‌است، می‌توان به شوالیه‌های تتونیک، قماری بالاتر از زندگی و اروییکا اشاره کرد.